# Логунов, Алексей Андреевич
Алексей Андреевич Логуно́в (29 марта 1939 — 26 октября 2009) — русский советский детский поэт, прозаик, член Союза писателей СССР и России.

## Биография
Родился 29 марта 1939 года в деревне Черемушки Кимовского района Тульской области. С ранних лет пристрастился к чтению, начал сочинять стихи. Окончив семилетнюю школу, работал в колхозе, затем учился в школе ФЗО. Получив профессию каменщика, работал строителем в Новомосковске Тульской области. Поступил на учёбу в литературный институт, одновременно работал сотрудником газеты «Новомосковская правда». Сотрудничал с редакциями газет «Молодой коммунар» (Тула) и «Новомосковский химик». Был редактором на телевидении.
Во время учёбы в литературном институте издал два сборника стихов. В 1980 году был принят в члены Союза писателей СССР.
Писал, в основном, о характерах, быте и обычаях жителей окрестных деревень Куликова поля, уроженцем этих мест был и сам писатель. Затем перешел на сказочные и сказовые литературные формы. Главным жанром его произведений стали легенды, сказы, были, рассказы для детей.
С начала 2000-х годов стал посещать храм в честь иконы Пресвятой Богородицы «Нечаянная Радость» в Новомосковске, занялся обучением молодых прихожан искусству создания православных стихов и рассказов. Под его руководством стали выпускать альманах «Прихожанин», затем журналы «Православный Новомосковск», «Свято-Ильинский храм», «Обитель». Часто писал статьи и заметки в редакцию журнала «Православный Санкт-Петербург». В эти годы из-под пера Логунова вышли циклы стихов о русских святых, о Святой Руси.
Жил и творил в Новомосковске, умер 26.10. 2009 года.

## Творчество
Является автором более 20 книг:
- Голубые острова. Стихи. (1966)
- Веснушки. (1970)
- Маковое зернышко. (1976)
- Мой пшеничный сноп. М.: Детская литература, (1979)
- Ключевские жаворонки. (1982)
- Куликовские притчи. (1982)
- Сеять поехали. Стихи. (1983)
- Богатырский каравай, или Сказки Куликова поля. (1984)
- Жил, да поживал веник у старушки. Стихи. (1970 )
- Житный Дед и богатырь Пересвет(1987)
- Школа моя деревянная. (1986)
- Домашнее тепло: рассказы, сказки. (1989)
- Зелёное стеклышко (1969)
- Волшебный плотник
- Колосок с Куликова поля (2011)
- По русскому обычаю. (1991)
- Сказки Иван-озера. (1999)
- Сударыня Книга (2010)